# ودائواشتادیون
ودائواشتادیون (انگلیسی: Wedaustadion)  یک ورزشگاه چندمنظوره در شهر دویسبورگ، آلمان بود. بازی‌های خانگی باشگاه فوتبال دویسبورگ در این ورزشگاه برگزار می‌شد (تا زمان انتقال به ورزشگاه جدید یعنی ورزشگاه ام‌اس‌وی آرنا در سال ۲۰۰۴). ظرفیت ورزشگاه ۳۰٬۱۱۲ نفر بود و در سال ۱۹۲۱ ساخته‌شد که دومین ورزشگاه بزرگ آلمان در آن زمان بود.